# Arnage
Arnage è un comune francese di 5 356 abitanti situato nel dipartimento della Sarthe nella regione dei Paesi della Loira.

## Automobilismo
Il Circuit de la Sarthe, tracciato semipermanente sul quale viene disputata la celebre 24 Ore di Le Mans, comprende anche la curva Arnage, così chiamata proprio perché localizzata nel territorio geografico di questo comune, si tratta della parte più lenta ma anche una delle più impegnative del circuito.
La vettura Bentley Arnage è così chiamata per ricordare appunto la celeberrima curva Arnage, in quanto la casa automobilistica inglese ha gareggiato nella 24 Ore di Le Mans vincendo 6 edizioni.

## Società

### Evoluzione demografica
Abitanti censiti

## Amministrazione

### Gemellaggi
- Kröpelin - Germania